# Northern Air Cargo
Northern Air Cargo – amerykańskie linie lotnicze cargo z siedzibą w Anchorage (Alaska). Wykonują planowe loty na terenie Alaski. Główna baza linii znajduje się w porcie lotniczym Anchorage-Ted Stevens, a węzeł w porcie lotniczym Fairbanks.

## Historia
Northern Air Cargo zostały założone w 1956 przez Bobby’ego Sholtona i Morrie Carlson i początkowo obsługiwały loty czarterowe. Później wprowadziły loty planowe, stając się pierwszymi amerykańskimi liniami cargo, działającymi według rozkładu lotów. W lutym 2006 zostały przejęte przez Saltchuk Resources ze Seattle. Z nowym zarządem pojawiły się nowe samoloty, wiosną 2007 zakupiono trzy Boeingi 737-200.
W 2010 Northern Air Cargo wysłały jeden ze swoich 737 w rejony dotknięte trzęsieniem ziemi na Haiti.

## Flota
Według stanu na marzec 2025 flota Northern Air Cargo składała się z 12 samolotów o średnim wieku 28,4 lat:
| Samolot        | Samolot | Samolot   | Uwagi |
| Model          | Aktywne | Zamówione | Uwagi |
| -------------- | ------- | --------- | ----- |
| Boeing 737-300 | 1       | -         |       |
| Boeing 737-400 | 4       | -         |       |
| Boeing 737-800 | 1       | -         |       |
| Boeing 767-300 | 6       | -         |       |
| Łącznie        | 12      | 0         |       |